# Den krossade tanghästen
Irene Huss - Den krossade tanghästen är en svensk thriller från 2008. Det är den andra filmen i den första omgången med filmer om kriminalkommissarie Irene Huss.

## Handling
Den välbärgade Richard von Knecht faller från en balkong och landar på en taxi på gatan. Det enda ögonvittnet är hans egen fru som lamslås av skräck. När kriminalinspektör Irene Huss kommer till platsen visar det sig snart att det som såg ut som ett tragiskt självmord i själva verket är ett brutalt mord på en av Göteborgs rikaste män. Spåren leder Irene Huss in i en farlig värld av kriminella mc-gäng, droghandlare och utpressare. 

## Rollista (urval)
Återkommande:
- Angela Kovács – Irene Huss
- Reuben Sallmander – Krister Huss
- Mikaela Knapp – Jenny Huss
- Felicia Löwerdahl – Katarina Huss
- Lars Brandeby – Sven Andersson
- Dag Malmberg – Jonny Blom
- Emma Swenninger – Birigtta Moberg
- Eric Ericson – Fredrik Stridh
- Anki Lidén – Yvonne Stridner

I detta avsnitt:
- David Valentin – Henrik von Knecht
- Josephine Bornebusch – Charlotte von Knecht
- Anita Wall – Sylvia von Knecht
- Stefan Gödicke – JP Svensson
- Örjan Landström – Hoffa
- Robin Stegmar – Lillis
- Peter Eriksson – Bobo Torsson
- Hans Josefsson – Ivan Viktors
- Elisabeth Falk – auktionsförrättare
- Pamela Cortes Bruna – incheckningsagent
- Peter Särnblad – Richard von Knecht
- Eleonora Gröning – taxichaufför